# Gentiana loerzingii
Gentiana loerzingii är en gentianaväxtart som beskrevs av Henry Nicholas Ridley. Gentiana loerzingii ingår i släktet gentianor, och familjen gentianaväxter. Utöver nominatformen finns också underarten G. l. timida.